# Bernard Lancy
Bernard Lancy, né en 1892 et mort en 1964, est un affichiste de cinéma et dans une moindre mesure illustrateur.

## Biographie
Une biographie très succincte sur le site Vertical Story indique qu'en 1945 il a été président d'honneur du syndicat des affichistes de cinéma. Son talent est reconnu dans les milieux artistiques et son nom est souvent cité dans les articles consacrés à cet aspect de l'industrie cinématographique comme dans l'article « L'art de l'affiche à la française » écrit par Jean-Louis Capitaine le 1er septembre 2000 « Un petit nombre d’artistes dominent cette période qualifiée d’âge d’or du cinéma : Bernard Lancy, Jacques Bonneaud, René Péron, Carlo Mariani, Henri Cerutti, Claude Belinsky, Boris Grinsson ou Roger Soubie accaparent les commandes. »

## Œuvres
La Bibliothèque nationale de France possède plus de cent affiches portant sa signature et « Ciné ressources » indique que la Cinémathèque française en possède 37, la Cinémathèque de Toulouse cinq et qu'il y en a deux dans la Cinémathèque de Corse
- 1919 : Pour épouser Dolly (en), de Vincent P. Bryan (en) et Hal Roach
- 1925 : Les Misérables, de Henri Fescourt
- 1926 : Michel Strogoff, de Victor Tourjanski

### Années 1930
- 1931 :  Sur le pavé de Berlin, de Phil Jutzi
- 1932 :  
  - Le Coffret de laque, de Jean Kemm
  - L'Oiseau de paradis, de King Vidor (bnf)
- 1933 :  
  - Cette vieille canaille, de Anatole Litvak
  - Je te confie ma femme, de René Guissart
  - La Sœur noire, de Stephan Jurszek
- 1934 :  Ces messieurs de la Santé, de Pierre Colombier
- 1935 :  
  - Bout de chou, de Henry Wulschleger
  - Casta Diva, de Carmine Gallone
  - Escale, de Louis Valray
- 1936 :
  - L'Amant de madame Vidal, d'André Berthomieu
  - Le Mort en fuite, d'André Berthomieu
- 1937 : 
  - La Citadelle du silence, de Marcel L'Herbier
  - La Dame de pique, de Fedor Ozep
  - Drôle de drame, de Marcel Carné
  - La Grande illusion, de Jean Renoir
  - L'Habit vert, de Roger Richebé
  - Le Roman de Renard, de Irène Starewitch et Ladislas Starewitch
- 1938 : 
  - Blanche-Neige et les Sept Nains, des studios Disney
  - Ça... c'est du sport, de René Pujol
  - L'Impossible Monsieur Bébé, de Howard Hawks
- 1939 :
  - La Grande Farandole, de H. C. Potter
  - Le jour se lève, de Marcel Carné

### Années 1940
- 1940 : 
  - La Fugue de Monsieur Petterson (de), de Herbert Selpin[4]
  - L'Étoile de Rio (de), de Karl Anton
  - Le Roi des galéjeurs, de Fernand Rivers
  - Les Raisins de la colère, de John Ford  
  - Pinocchio, des Studios Disney
  - Indiscrétions (The Philadelphia Story), de George Cukor
- 1941 :
  - Bel-Ami, de Willi Forst
  - Les Fiancés (film, 1941) (it), de Mario Camerini  
  - Madame Sans-Gêne, de Roger Richebé 
  - Qu'elle était verte ma vallée, de John Ford
  - Soupçons, d'Alfred Hitchcock
  - La Symphonie fantastique, de Christian-Jaque
- 1942 :  Bambi, des Studios Disney
- 1943 :
  - Le Colonel Chabert, de René Le Hénaff (bnf)
  - Les Deux Orphelines, de Carmine Gallone
  - Douce, de Claude Autant-Lara
  - Mermoz, de Louis Cuny
- 1944 :
  - Vautrin, de Pierre Billon
  - La Vie de bohème, de Marcel L'Herbier
- 1945 :
  - Blanche-Neige, des Studios Disney
  - La Boîte aux rêves, d'Yves Allégret
  - Carmen, de Christian-Jaque
  - Le Cottage enchanté réalisé par John Cromwell
  - Les Dames du bois de Boulogne, de Robert Bresson
  - Les Enfants du paradis, de Marcel Carné
  - Espoir, sierra de Teruel, d'André Malraux
  - Hercule, de Carlo Rim
  - La Kermesse héroïque, de Jacques Feyder
- 1946 : 
  - Deux Mains, la nuit, de Robert Siodmak
  - Farrebique, de Georges Rouquier
  - La Foire aux chimères, de Pierre Chenal
  - L'Homme au chapeau rond, de Pierre Billon
  - L'Idiot, de Georges Lampin
  - Lunegarde, de Marc Allégret
  - Macadam, de Marcel Blistène et Jacques Feyder
  - Pétrus de Marc Allégret
  - Sylvie et le Fantôme, de Claude Autant-Lara
  - La Vipère, de William Wyler (bnf)
- 1947 :
  - Les Enchaînés, d'Alfred Hitchcock
  - La Kermesse rouge, de Paul Mesnier (bnf)
  - Monsieur La Souris, de Georges Lacombe
  - Monsieur Vincent, de Maurice Cloche
  - Panique, de Julien Duvivier
  - Pavillon noir, de Frank Borzage
  - Quasimodo, de William Dieterle
  - Une nuit à Tabarin, de Karel Lamač
  - Vive la Nation, de Maurice de Canonge
- 1948 :
  - Allemagne année zéro, de Roberto Rossellini
  - Boule de Suif, de Christian-Jaque
  - Dédée d'Anvers, d'Yves Allégret
  - Deux sœurs vivaient en paix, d'Irving Reis
  - D'homme à hommes, de Christian-Jaque
  - Dieu est mort, de John Ford
  - Feux croisés, d'Edward Dmytryk
  - Honni soit qui mal y pense, de Henry Koster
  - La Révoltée, de Marcel L'Herbier
  - La Vie en rose, de Jean Faurez (bnf)
  - Un million clé en main, de H. C. Potter
- 1949 :
  - Das Unheimliche Fenster (affiche allemande de Une incroyable histoire), de Ted Tetzlaff
  - Fabiola, d'Alessandro Blasetti
  - Jeanne d'Arc, de Victor Fleming
  - Johanna von Orléans (affiche allemande), de Victor Fleming
  - Le Laitier de Brooklyn, de Norman Z. McLeod
  - Nous avons gagné ce soir, de Robert Wise
  - Le Troisième Homme, de Carol Reed
  - Une incroyable histoire, de Ted Tetzlaff

### Années 1950
- 1950 : 
  - La Beauté du diable réalisé par René Clair
  - La Valse de Paris, de Marcel Achard